# Cristaria ovata
La malvilla (Cristaria ovata Muñoz-Schick) è una specie di pianta spermatofita appartenente alla famiglia Malvaceae, endemica del Cile, in particolare nella regione di Atacama.

## Descrizione
È un cespuglio che fiorisce in primavera e raggiunge una dimensione variabile fra 0,2 e 2,5 m di altezza con rami eretti. Ha una scarsa rigenerazione, cresce nelle dune costiere e il suo habitat naturale è alterato dal passaggio di veicoli a motore e dalla costruzione di case nei complessi turistici.

## Tassonomia
Cristaria ovata è stata descritta da Mélica Muñoz-Schick e pubblicato nel Boletino del Museo Nazionale di Santiago del Cile (1996).